# The Sawmill
Pour plus de détails, voir Fiche technique et Distribution.
The Sawmill est un film muet américain de comédie, réalisé par Larry Semon et Norman Taurog, sorti en 1922.

## Synopsis
Un employé gaffeur d'une scierie tente de gagner le cœur de la fille de son patron tout en luttant avec son rival qui n'est autre que le contremaître de la fabrique.

## Fiche technique
- Titre : The Sawmill
- Autre titre : The Sawmill
- Réalisation : Larry Semon et Norman Taurog[1]
- Scénario : Larry Semon[2]
- Producteur : Albert E. Smith
- Société de production : Vitagraph Company
- Société de distribution : Vitagraph Company
- Pays de production :  États-Unis
- Langue : sous-titres en anglais
- Format : Noir et blanc - 35 mm - 1,37:1  -  Muet
- Genre : comédie
- Longueur : deux bobines
- Date de sortie : 
  - États-Unis : janvier 1922

## Distribution
Source principale de la distribution :
- Larry Semon : le « boulet »
- Oliver Hardy[4] : le contremaître
- Frank Alexander : le propriétaire de la scierie
- Kathleen O'Connor : la fille du patron
- Ann Hastings : la fille du propriétaire
- Al Thompson : le patron
- Rosa Gore[5] :
- William Hauber :
- Peter Ormonds :
- Pal, le chien